# Kizili járás

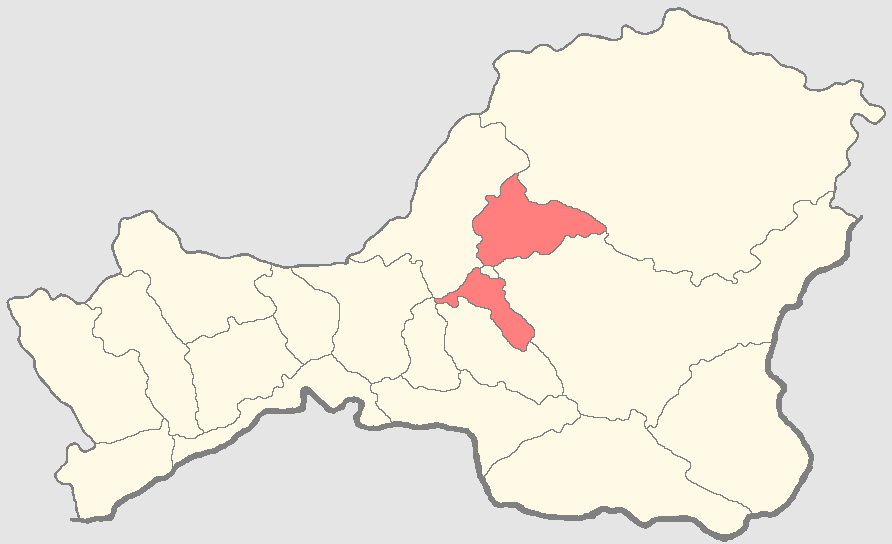
A Kizili járás a Tuva Köztársaságban

A Kizili járás (oroszul Кызылский кожуун, tuvai nyelven Кызыл кожуун) Oroszország egyik járása a Tuvai Köztársaságban. Székhelye Kaa-Hem.

## Népesség
- 2002-ben 22 678 lakosa volt.
- 2010-ben 27 634 lakosa volt.